# Ferdi Rombout
Ferdinand (Ferdi) Rombout (Ede, 29 mei 1926 – Amersfoort, 20 maart 1945) was een Nederlandse verzetsstrijder.

## Levensloop
Rombout was de zoon van Piet Rombout, die als bouwtekenaar werkzaam was bij de gemeente Ede. Zijn vader wist te voorkomen dat Ferdi na zijn 18e verjaardag als arbeidsdienstplichtige in Duitsland moest werken. Hij kreeg uitstel. Zijn vader was intussen volop betrokken geraakt bij het verzetswerk. Zijn broer Paul zat acht maanden vast in Kamp Amersfoort vanwege het luisteren naar een verboden radio-uitzending.
Ferdi raakte zelf ook betrokken bij het werk van de Binnenlandse Strijdkrachten. In het begin verrichtte hij vooral koerierswerk. In de nacht van 16 tot 17 november 1944 trad hij op als gids tijdens Operatie Pegasus 2 waarbij honderdtwintig man, merendeels geallieerde soldaten, die na de Slag om Arnhem op de Veluwe ondergedoken zaten, door de Duitse linies over de Rijn terug gesmokkeld zouden worden. Het was de bedoeling dat hijzelf ook daar zou blijven. De missie liep echter uit op een mislukking, met verschillende doden tot gevolg. Rombout slaagde erin te ontkomen en veilig de weg terug naar Ede te vinden. 
Er vond in de nacht van 2 maart 1945 een wapendropping plaats in de velden tussen Ede en Lunteren. Een paar dagen later werd er vanuit Engeland de vraag gesteld of het veilig was op dezelfde plek opnieuw een dropping te houden. Dat was niet het geval, want na de dropping werden Rombout en zeventien anderen aangehouden in de buurt van de kruising van de Goorsteeg en Hessenweg nabij Lunteren. Vader Piet werd in eerste instantie ook aangehouden, maar slaagde erin te ontsnappen. Een dag later werd hij alsnog gepakt. Bij de ondervraging werd Piet Rombout zwaar mishandeld. Op 18 maart 1945 maakte hij in Kamp Amersfoort een einde aan zijn leven.
Ferdi Rombout en de anderen werden de eerste dagen vastgehouden op De Wormshoef in Lunteren, voordat ze op transport naar Kamp Amersfoort werden gezet. Op 14 maart was in Amersfoort de "foute" politieman Diederik Lutke Schipholt door het verzet doodgeschoten. Als vergeldingsmaatregel werd Rombout zes dagen later, twee dagen na de dood van zijn vader, samen met negen anderen gefusilleerd.